# Tirana (stacja kolejowa)
Tirana (Tiranë) – dawna stacja kolejowa w Tiranie, w Albanii. Posiadała 1 peron. Odjeżdżało z niej 6 par pociągów, 5 w relacji Tirana-Durrës i jedna Durrës-Tirana-Szkodra.
W dniu 2 września 2013 stacja Tirana została zamknięta dla transportu pasażerskiego i towarowego, następnie zburzona, by zrobić miejsce dla nowej ulicy, która pobiegnie na obszarze na północ od stacji. Zostanie utworzona zupełnie nowa dzielnica. W północno-zachodniej dzielnicy Tirany Lapraka, powstanie zupełnie nowa stacja, jako wielofunkcyjny terminal transportowy, skupiający transport kolejowy, tramwajowy i autobusowy. Do momentu jego otwarcia, transport kolejowy między Tiraną i Vorë pozostaje zamknięty.